# Deadline (1971)
Deadline är en dansk-svensk drama- och katastroffilm från 1971 med regi och manus av Stellan Olsson. 

## Handling
Ett flygplan störtar i havet utanför Kullahalvön och en mystisk dimma börjar välla in över den lilla badorten Mölle. Det visar sig att planet varit lastat med biologiska stridsmedel och en dödlig epidemi bryter ut. Myndigheterna stänger av Mölle för att hindra smittspridning och busschauffören Kent-Arne hamnar utanför avspärrningarna. Han försöker nu alltmer desperat få kontakt med sin fästmö Elsebeth, som är fast inne i Mölle.

## Om filmen
Inspelningen ägde rum mellan den 8 maj och 3 juli 1970 i Skåne med Jesper Høm som fotograf. I rollerna ses bland andra Kent-Arne Dahlgren, Elsebeth Reingaard och Stig Torstensson. Andra medverkande är regissörens döttrar Lena och Annika samt fadern Gunnar. Filmen hade premiär den 7 april året därpå på biograf Sergelteatern i Stockholm och är i färg. Filmen restaurerades digitalt av Svenska Filminstitutet 2017 och hade nypremiär i januari 2018 på Filmhusets Bio Victor.

## Rollista
- Kent-Arne Dahlgren – Kent-Arne, busschaufför
- Elsebeth Reingaard – Elsebeth, hans fästmö
- Stig Torstensson – Stig Olofsson, pensionatsägare
- Evabritt Strandberg – Evabritt Olofsson, hans hustru, Kent-Arnes syster
- Rikard Killberg – Stigs och Evabritts son
- Lena Olsson – Stigs och Evabritts dotter
- Annika Olsson	– Stigs och Evabritts dotter
- Gunnar Olsson – Kent-Arnes och Evabritts far
- Halvar Björk – Halvar
- Kalle Ringström – Kalle Ringström, läkare
- Ole Blegel – Ole Blegel, journalist
- Gunnar Schyman – Bengtsson, kommunalpamp
- Claus Nissen – Jørgen, dansk seglare
- Lene Tiemroth – Anne, hans fästmö
- Kerstin Wartel – fru Jonson
- Sven Löfveberg – Sven Burman, forskare
- Per Jonsson – guide
- Christina Johansson – ej identifierad roll
- Sten-Göran Camitz	– ej identifierad roll
- Åke Jörnfalk – ej identifierad roll
- Arvid Hofseth	– ej identifierad roll
- Arnulf Merker – ej identifierad roll
- Bert Sundberg – ej identifierad roll
- Jørgen Reingaard – ej identifierad roll
- Bror Rönn – ej identifierad roll
- Asta Åkerlund	– äldre evakuerad kvinna

## Musik
- "Du skänker mening åt mitt liv" – Pierre Isacsson
- "We Must Do Something Before The End Of The Day" – Pan